# Citation (littérature)
Pour l’article homonyme, voir citation.

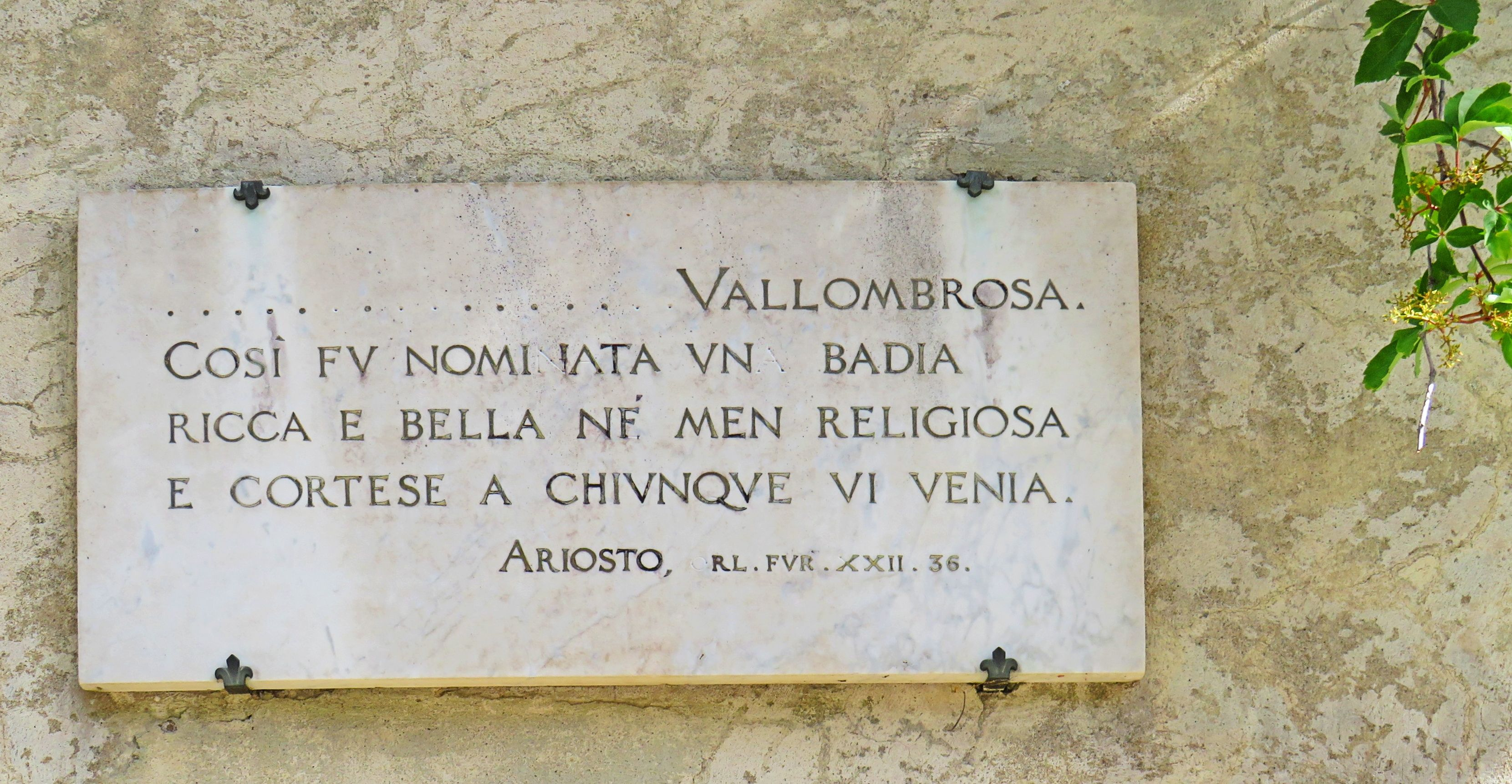
Plaque de marbre sur le mur de l'abbaye de Vallombrosa avec une citation d'Arioste

Une citation est la reproduction d'un court extrait d'un propos ou d'un écrit antérieur dans la rédaction d'un texte ou dans une forme d'expression orale. Elle peut s'inscrire dans une référence.
Selon Olivier Millet, une citation est « un fait de parole (d'écriture), par définition individuel et unique, qui est repris comme tel — cité — par un autre locuteur ou une infinité de locuteurs » (Dictionnaire des citations, 1992, p. V). 
La citation est, avec le plagiat, l'allusion, le lien hypertexte et la référence, une des formes du phénomène d'intertextualité.
Selon Antoine Compagnon, la notion de citation contient cinq « structures élémentaires » : un texte 1 « où l'énoncé apparaît pour la première fois et où il est pris » ; un texte 2 « où le même énoncé figure une seconde fois, en reprise » ; « l'énoncé lui-même » ; un auteur 1 (celui qui est cité) ; et un auteur 2 (celui qui cite) (La seconde main, 1979, p. 56). En réalité, les choses sont plus complexes. Par exemple, l'auteur de la parole ou du texte cité est généralement différent de celui qui fait la citation, mais un auteur peut être amené à se citer lui-même ; en outre le texte 2 (la reprise) peut différer plus ou moins du texte 1 (l'original).
La citation est ponctuée par des guillemets ; parfois elle est donnée en caractères italiques.
Le propre d'une citation étant d'être un extrait. Elle se distingue donc des maximes ou proverbes, des devises et autres formules, dictons, mots d'ordre, etc. qui se présentent d'emblée sous leur forme brève, et sont de plus généralement anonymes (bien que certains proverbes par exemple puissent trouver leur origine dans une citation littéraire). Mais, ce mot peut servir de terme générique pour toute forme d'expression brève, en particulier dans des recueils de citations.
Des auteurs tels que Blaise Pascal, Chamfort, Friedrich Nietzsche, Emil Cioran, et certains genres ou styles se prêtent davantage à devenir sources de citations : théâtre classique, aphorismes, poésie versifiée, etc.

## Usage rédactionnel de la citation
Le but d'une citation est de renforcer l'impact d'un texte par une forme de réquisition de l'expression d'un auteur de quelque notoriété. La citation soutient l'argumentaire ou l'illustre par une formulation autre, généralement choisie pour son caractère particulièrement élégant ou percutant ; elle peut aussi faciliter l'introduction à la question débattue, en la rattachant à une filiation de pensée, ou en l'associant à une formule bien connue du public visé.
L'extrait est généralement choisi pour sa représentativité du texte ou même plus directement des conceptions de son auteur. La citation est donc à la fois une forme de caractérisation et de substitution. En plus du respect de l'auteur, l'indication précise de la source (œuvre, discours) donne la possibilité au lecteur ou à l'auditeur de connaître le contexte, de vérifier son exactitude matérielle, sa pertinence, et d'approfondir la connaissance de la problématique originelle.
L'emploi de la citation est délicat par sa nature même, puisque le propos cité est, d'une part, plus ou moins bien découpé dans un ensemble et isolé de ce contexte, et d'autre part, intégré à un autre contexte qui peut n'avoir que de vagues rapports avec le premier, puisque rien n'oblige le rédacteur ou l'orateur à respecter ces conditions.

### Aspect légal
Ce transfert d'un contexte à un autre justifie que l'emploi de citations soit assujetti au droit d'auteur. En respect du droit moral de tout auteur sur son œuvre, il est important de citer l'auteur de l'extrait reproduit, d'éviter toute forme d'altération, de donner autant que possible la source précise d'où a été tiré l'extrait. Si cette source n'est pas dans le domaine public et si l'extrait reproduit est long, il est prudent de demander l'autorisation de l'auteur ou de ses ayants droit, démarche a fortiori requise s'il est fait usage de plusieurs citations d'un même ouvrage.

### Citations opportunes et importunes
La citation pose le problème de l'appropriation des idées et inventions d'autrui.
En première approche, deux situations peuvent se concevoir relativement à la proportion de citations. D'une part, plusieurs types d'études peuvent reposer sur l'exploitation judicieuse d'un grand nombre de citations, et tout le talent de l'auteur peut ne consister légitimement qu'en la justesse de leur choix et articulation.[pas clair] À l'inverse, d'autres essais peuvent se développer dans l'exploration critique des perspectives ouvertes par un seul extrait, considéré comme représentatif d'une époque, d'une œuvre, d'une école, etc. Un très grand nombre de proportions intermédiaires sont envisageables, sans qu'aucune règle théorique ne garantisse une valeur minimale à ces diverses compositions. 
Dans le domaine scientifique des citations adéquates et bien sourcées améliorent la rigueur scientifique et permet de remonter à l'origine d'une théorie ou d'une information.
Dans ses plus mauvais emplois, la citation peut aisément faire illusion, au risque d'affaiblir la crédibilité du propos au lieu d'en soutenir la trame. Le rapport de la citation à son contexte est à cet égard essentiel : celle-ci ne doit pas apparaître comme « plaquée » sur un exposé inconsistant, ni être une paraphrase dénuée d'intérêt, travers ainsi épinglés par Émile Fournier : « Citer est parfois une ostentation de savoir ».
La méconnaissance du texte-source n'interdit pas la citation, donc par réemploi de citations faites par d'autres. Mais ce réemploi risque d'indisposer le lecteur en lui suggérant que l'auteur cherche à lui en imposer sur ses lectures et son érudition, ou pire, risque le contresens ou un faux-sens (qui démontrerait en outre sans ambiguïté l'ignorance du texte initial). Le réemploi irréfléchi renforce de la même façon les risques d'anachronisme et autres formes de dénaturation des idées originales.

## Genèse et fonctions substitutives des citations
En raison de sa nature de substitution à une formulation complète et originelle, l'abondance des citations et la multiplication de leurs vocations suivent l'évolution des moyens d'expression (invention et diffusion du papier, évolution de l'imprimerie, archives, sténographie, presse écrite, informatique). Cette évolution parallèle suit deux plans ; d'abord la facilité d'expression écrite apportée par tel ou tel moyen, mais aussi les possibilités de conservation des documents créés, et leur indexation (via des lexiques puis des moteurs de recherche), permettant de puiser dans un ensemble toujours plus vaste de sources potentielles.
Avant même l'écrit, la citation est parfois le seul vestige du discours, de la harangue martiale, de l'invective emportée par le vent. Elle seule reste aussi pour donner corps à une rencontre de personnages retenus par l'histoire. Ensuite, le recours à la citation plutôt qu'à la copie partielle ou intégrale dépendra de l'existence primaire d'au moins un document original — condition de copie ; et de la conservation de ce document, voire sa reproduction et son ample diffusion — condition d'accès direct ; copie ou accès direct reléguant la citation à des fins plus spécialisées où son caractère de conservation-substitution n'est plus centrale (érudition).[pas clair]
Ainsi, la mémoire collective ne connaît-elle de nombreux auteurs que par les citations que d'autres ont faites de leurs propos, ou même de leurs écrits avant que ceux-ci disparaissent. L'exemple-type de ce phénomène, ce sont les Fragments des philosophes présocratiques. La mémoire collective n'a retenu parfois qu'une ou deux citations emblématiques du discours d'un tribun ou tout autre personnage de premier plan. Ne pouvant s'appuyer que sur les seules ressources de leur propre mémoire, les témoins n'ont retenu et transmis que ces mots devenus des raretés historiques. En de meilleures circonstances, la rédaction de journaux personnels et de chroniques a permis une première forme d'enregistrement moins réductrice et sans doute plus fiable.
Avec le développement exponentiel des moyens — et sans doute des sujets — de communication, la citation est toujours employée comme substitution, mais sous une nouvelle modalité, celle de la réduction. À l'évocateur « Alea jacta est » du témoignage exceptionnel de Jules César sur la Gaule, font écho un « Ich bin ein Berliner ! » (John F. Kennedy) ou un « Vive le Québec libre ! » (Charles de Gaulle), recueillis par des centaines de journalistes, photographes, cadreurs et autres témoins immédiats, formules saisies d'emblée comme emblématiques chacune d'un discours que tous, pourtant, étaient en mesure de consigner de façon plus détaillée, nuancée. Les péripéties d'un voyage officiel et les discours de circonstance sont ainsi « réduits » par l'actualité en quelques formules percutantes ; formules parmi lesquelles ensuite les diverses communautés opèrent encore des tris selon leurs particularités, et les livres d'histoire ou encyclopédies opèrent un niveau de tri supplémentaire pour n'en laisser subsister que quelques-uns par décennie.
Le journaliste confronté à une masse croissante d'information cherche des raccourcis ; il est demandeur et même solliciteur de petite phrase, citation parfois bien arbitrairement choisie au sein d'un exposé, d'un débat parlementaire ou débat télévisé, généralement en raison de son caractère pittoresque ou polémique. Sortie de son contexte et de la chaleur des échanges, son auteur pourra parfois se demander s'il a bien dit cela, mais la mémoire collective en a jugé ainsi, pour un moment du moins (et dans certains cas l'auteur peut rester durablement associé à un propos spontané, même après que le contexte en a été largement oublié) ; à l'inverse, certaines personnalités publiques apprennent à retourner à leur profit cette obligation de faire court et percutant, parfois au détriment du fond. D'une manière générale, la nécessité de parvenir ou de se maintenir sur le devant de la scène publique, et en particulier politique, d'obtenir la une dans la presse et les faveurs des journaux télévisés, favorise la tentation du trait d'esprit, du bon mot, voire de la provocation et de l'outrance.
La mémoire collective s'adapte à la relative absence ou à la profusion des informations disponibles et se sert de la citation pour baliser le patrimoine qu'elle gère de façon autonome et parfois imprévisible. Ainsi, à titre d'exemple, « Un petit pas pour l'homme, un grand pas pour l'humanité », phrase mûrement préparée, conçue pour sa solennité et sa résonance universelle, plante pour toujours le drapeau de l'humanité de 1969 dans le territoire des grandes aventures de l'espèce, tandis qu'un slogan comme « Je suis Charlie », à l'origine improvisé puis massivement cité dans un contexte intensément émotionnel, résume l'état d'esprit de l'année 2015 en France.

### Citations apocryphes
L'absence de document probant — sources fiables — est la cause principale des citations apocryphes, c'est-à-dire dont l'auteur n'est pas certain ou généralement objet d'interrogations sur sa production ou sa formulation. Il peut aussi s'agir de manipulations délibérées, ou de privilège d'une forme emphatique, ou bien là encore d'une tendance à la condensation.

### Citations inversées
La technique rhétorique de la citations inversée consiste à inverser la séquence d'une phrase ou formulation existante. On la retrouve fréquemment dans les textes bibliques, en particulier dans la Bible hébraïque et le Nouveau Testament. Elle vise à susciter divers effets émotionnels et rhétoriques, principalement pour attirer davantage l'attention du lecteur ou de l'auditeur,. En inversant une séquence préalablement établie, les auteurs peuvent introduire une surprise, mettre en évidence des points clés ou créer des contrastes qui soulignent l'importance du texte et ses liens avec d'autres passages bibliques,.

## Emplois particuliers de citations
Comme d'autres expressions brèves, généralement d'origine populaire, les citations sont parfois employées privées de contexte au sens strict :
1. Propos hors-texte : citations d'en-tête de chapitre ou d'entrée en matière (épigraphe) ; dédicaces manuscrites ;
2. Devise familiale, de corporation, d'organisation, de nation, etc. ;
3. Épitaphes, frontons gravés et autres participations à l'art scripturaire ;
4. Légendes :

- - Images pieuses, essentiellement catholiques ;
  - Cartes postales, cartes d'anniversaire, etc ;
  - Objets décoratifs et autres bibelots ;
  - Affiches et films publicitaires ;
  - Dessins humoristiques, etc.

Des bases de données de citations sont également établies, généralement classées par thème et/ou par auteur. Présentées comme des dictionnaires, elles sont vendues ou consultables sous la forme de livres ou de sites Web. Il existe aussi des recueils axés sur un thème en particulier.

## Usage des citations dans les sciences humaines
Les diverses sciences humaines font un grand usage des citations dans les publications scientifiques. Comme elle contribuent beaucoup à la qualité d'un article, il est nécessaire de se former à l'art de la citation, aussi bien des auteurs antiques, sources de références reconnues, ou des auteurs plus contemporains fournissant un état des lieux du sujet traité.
Le droit est un grand producteur et un grand consommateur de citations (sans parler des citations à comparaître...). De nombreux ouvrages juridiques sont composés de citations de divers types : textes législatifs, codes, coutumes, extraits de jugement, etc. De nombreux jugements s'appuient sur un exercice particulier de la citation qu'est la jurisprudence.

#### Théorie
- Antoine Compagnon, La Seconde main ou le travail de la citation, Seuil, 1979, 415 p. (Savant).
- Marie Gil, Les Deux Écritures, Cerf, 2010, 350 p. (sur la citation biblique)
- Othon Guerlac, Les citations françaises (1931), Armand Colin, 1954, avant-propos (p. 1-11).
- Olivier Millet, Dictionnaire des citations, LGF, 1992, préface, p. V-XXXIV.

#### Dictionnaires des citations
- Florence Montreynaud, Jeanne Matignon, Dictionnaire des citations du monde entier, Le Robert, "Les Usuels", 1993, 506 p. (Par pays).
- Pierre Oster, Dictionnaire des citations françaises, Le Robert, "Les Usuels", 2006, 944 p. (Chronologique)
- Gilbert Pons, Dictionnaire des citations, Ellipses, 2010, 740 p. (Avec les références précises).